# Jay Pinkerton
Pour les articles homonymes, voir Pinkerton.
Jay Pinkerton est un humoriste canadien né le 15 juin 1977 principalement connu pour avoir coécrit avec Erik Wolpaw et Chet Faliszek le jeu vidéo Portal 2.

## Biographie
Jay Pinkerton commence sa carrière comme chef d'édition sur le site web NationalLampoon.com, le site web de la comédie nationale. Il devient ensuite responsable du magazine Cracked et de son site web.

## Travaux
- Portal 2
- This Is Vegas